# Filonowce
Filonowce (biał. Філонаўцы, Filonaucy; ros. Филоновцы, Filonowcy) – wieś na Białorusi, w obwodzie grodzieńskim, w rejonie lidzkim, w sielsowiecie Trzeciakowce, przy drodze magistralnej M6.

## Warunki naturalne
Wieś otoczona jest przez duży kompleks torfowisk, które są eksploatowane.

## Historia
W XIX i w początkach XX w. położone były w Rosji, w guberni wileńskiej, w powiecie lidzkim.
W dwudziestoleciu międzywojennym leżały w Polsce, w województwie nowogródzkim, w powiecie lidzkim, w gminie Dokudowo. W 1921 miejscowość liczyła 111 mieszkańców, zamieszkałych w 24 budynkach, w tym 66 Polaków i 45 Białorusinów. 67 mieszkańców było wyznania rzymskokatolickiego i 44 prawosławnego.
W styczniu 1944 w Filonowcach utworzono garnizon Armii Krajowej w sile kompanii pod dowództwem ppor. Jarosława Kmity „Aleksandra”. Oddział ten miał za zadanie niedopuszczenie do przejścia przez tutejsze mokradła w głąb powiatu lidzkiego, operujących zza Niemna sił komunistycznych. Założono tzw. obóz warowny Armii Krajowej w Filonowcach, wieś otoczono zasiekami i stanowiskami strzelniczymi. Partyzantka sowiecka dokonała kilku napadów na garnizon. Sowieci podczas wypadów grabili okoliczne miejscowości oraz mordowali ludzi uznawanych za sprzyjających Polakom. Ataki na Filonowce miały miejsce:
- 10 lutego 1944 – poległo 2 Polaków i 8 lub 9 sowietów; atak został odparty
- 5 marca 1944 – poległo 10 żołnierzy AK oraz co najmniej kilkanaście osób cywilnych; kilkudziesięciu sowietów zostało zabitych bądź rannych; atak został odparty[3].

Po II wojnie światowej w granicach Związku Sowieckiego. Od 1991 w niepodległej Białorusi.